# Gauss (вирус)
Gauss — компьютерный червь, поражающий компьютеры под управлением операционной системы Microsoft Windows версий XP, 7, Vista.

## История
Его обнаружила компания «Лаборатория Касперского» в ходе операции по выявлению киберугроз госбезопасности, инициированной Международным союзом электросвязи (ITU), благодаря наличию ряда общих черт со Stuxnet и Flame. Вирус назван создателями в честь известного математика Иоганна Карла Фридриха Гаусса. По данным облачного сервиса KSN «Лаборатории Касперского» было заражено около 2500 компьютеров, по предположительным оценкам антивирусных экспертов компании заразившихся намного больше — несколько десятков тысяч.

## Функциональность
Вирус нацелен на кражу финансовой информации: паролей, данных банковских счетов, файлов cookie, а также данных о конфигурации системы. Кроме того, он может отслеживать электронную почту заражённого компьютера, а также активность пользователя в социальных сетях, красть пароли с интернет-браузеров. Он действует по меньшей мере с сентября 2011 года. Обнаружить его удалось лишь в июне 2012 года.
Наиболее пострадавшими странами являются Израиль, Ливан и Египет.